# Cómo convertirse en nada
Cómo convertirse en nada es título del sexto álbum de estudio del grupo de punk vasco Gatillazo. Se publicó el 8 de abril de 2016, de nuevo a través del sello discográfico Maldito Records.

## Lista de canciones
01. Cómo convertirse en nada 
02. Fóllate al líder
03. La del oeste
04. El poder del metal
05. Skk
06. Problemas
07. Podredumbre
08. Siente el pánico
09. La familia unida
10. Nada que ver
11. Desde el cariño
12. Quiero ser un p*to viejo
13. Casi famosos
14. Outro

## Personal
- Voz: Evaristo
- Guitarra: Txiki
- Guitarra: Ángel
- Bajo: Mikel
- Batería: Tripi